# Здуни (Александровський повіт)
Здуни (пол. Zduny, нім. Pottenstein) — село в Польщі, у гміні Александрув-Куявський Александровського повіту Куявсько-Поморського воєводства.
Населення — 140 осіб (2011).
У 1975-1998 роках село належало до Влоцлавського воєводства.

## Демографія
Демографічна структура станом на 31 березня 2011 року:
|          | Загалом | Допрацездатний вік | Працездатний вік | Постпрацездатний вік |
| -------- | ------- | ------------------ | ---------------- | -------------------- |
| Чоловіки | 74      | 18                 | 51               | 5                    |
| Жінки    | 66      | 16                 | 38               | 12                   |
| Разом    | 140     | 34                 | 89               | 17                   |